# Tungmetall

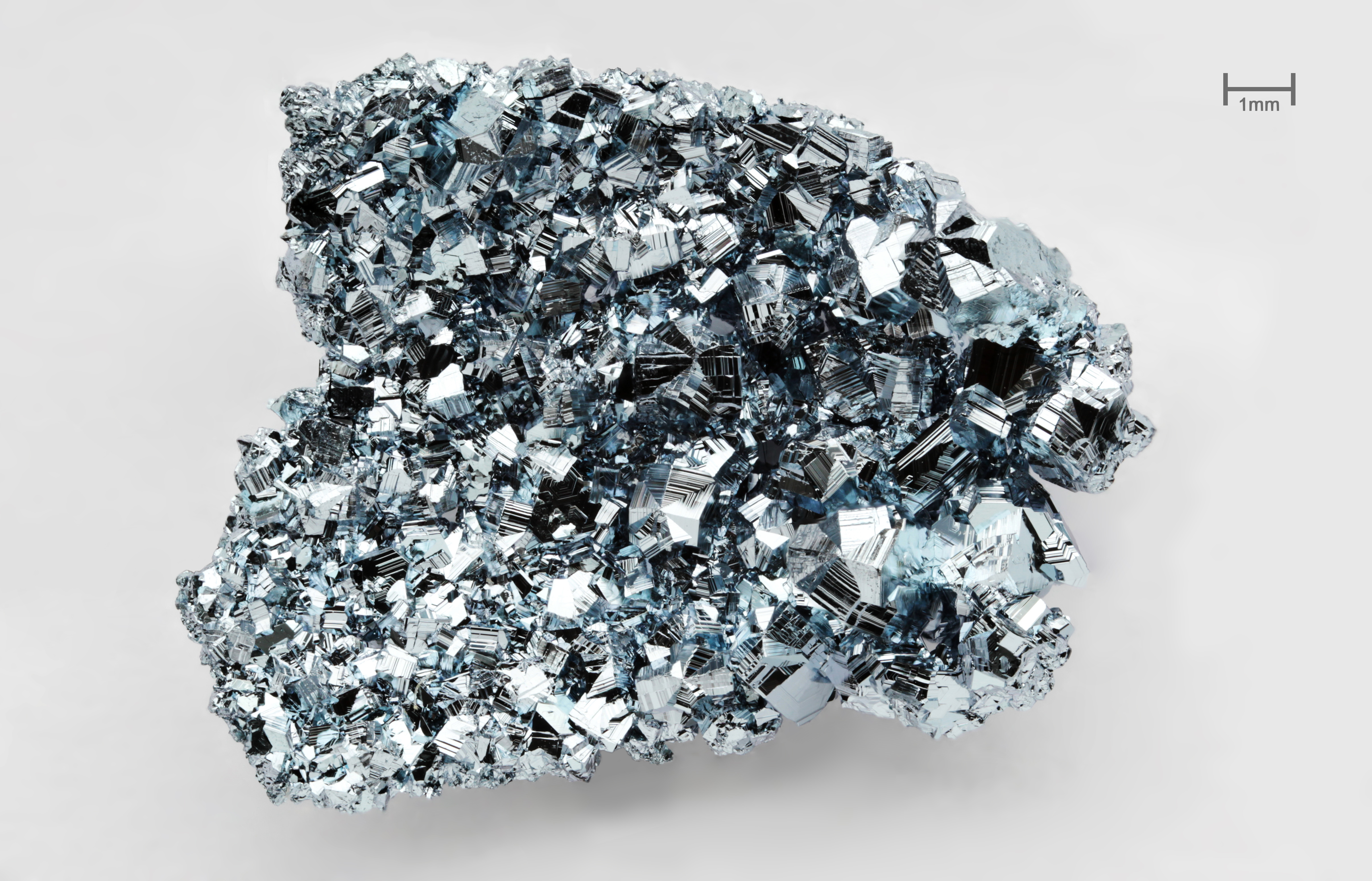
Kristaller av osmium som har dubbla densiteten jämfört med bly.

Tungmetall är en föråldrad term betecknande olika slags metaller. Den rekommenderas inte av den internationella kemiunionen IUPAC (International Union of Pure and Applied Chemistry), eftersom den anses meningslös och vilseledande. Även på svenska anser man att användningen bör fasas ut.
En av omkring 40 förekommande definitioner är följande: en metall eller legering som har en densitet som är högre än 5 g/cm3. Det har de allra flesta metallerna. Järn har exempelvis 7,87 g/cm3. Bland metaller med en lägre densitet (lättmetaller) kan nämnas aluminium, beryllium, kalcium, magnesium, natrium, strontium, cesium och barium. I avfallsförordningen definieras begreppet tungmetall som föreningar av antimon, arsenik, kadmium, krom(VI), koppar, bly, kvicksilver, nickel, selen, tellur, tallium och tenn, samt dessa ämnen i metallisk form, om de också klassificerats som farliga ämnen.
Ofta används termen tungmetaller i betydelsen tunga och särskilt miljöfarliga metaller. Detta språkbruk är missvisande eftersom det saknas samband mellan metallers densitet och deras miljöpåverkan. De mest omtalade beträffande miljöfarliga grundämnen är bly, kvicksilver, kadmium och uran. Det stämmer visserligen att de flesta tunga metaller och deras kemiska föreningar är giftiga, men det finns även flera livsnödvändiga tunga metaller (järn, zink, koppar, krom, mangan, molybden, nickel), liksom det finns giftiga eller miljöfarliga lätta metaller (exempelvis beryllium, strontium). Oftast är mängd och halt avgörande om en metall ska klassas som livsnödvändig eller skadlig. Ibland spelar kvoten mellan olika metaller roll. Det brukar ha en avgörande betydelse i vilken kemisk form metallen finns i.